# 长山水库
长山水库是中国安徽省马鞍山市含山县境内的一座水库，位于滁河上，建于1966年。水库正常库容为1080万立方米，集雨面积为57平方千米，海拔为26.5米。